# Religia tradițională africană

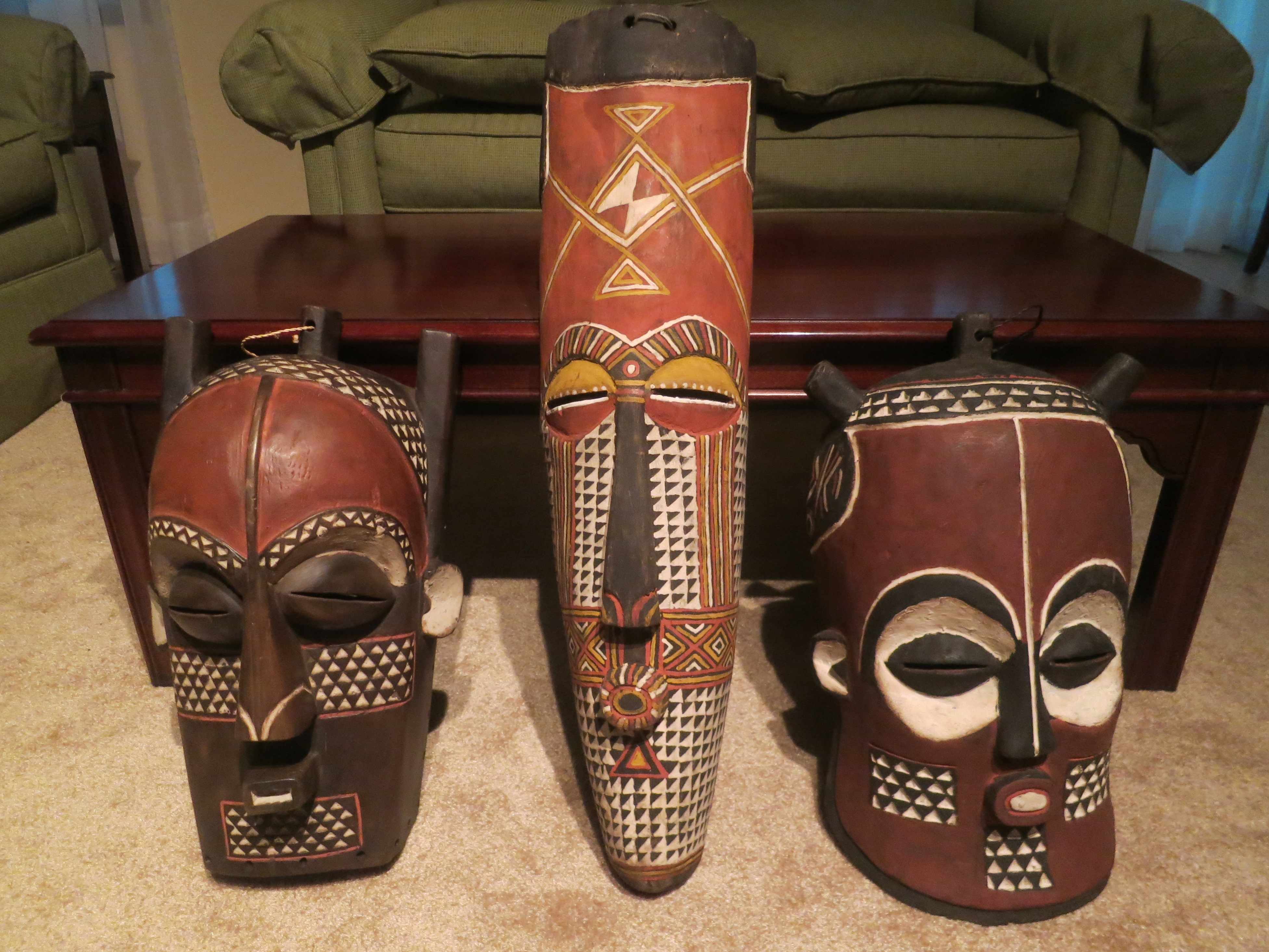
Măști ale unor zeități congoleze.

Religia tradițională africană este un termen ce reprezintă totalitatea religiilor tradiționale ale popoarelor africane. Este imposibil să găsim o origine comună a tuturor acestor religii africane și nici nu exstă hărți care să ne permită să le urmărim răspândirea pe tot cuprinsul continentului. Totuși, în ciuda varietății cultelor care există în Africa, putem găsi anumite puncte comune cu alte religii .
În primul rând, în toate religiile africane la care ne referim, este adorat în principal un singur zeu, pe care istoria religiilor îl definește drept Ființa Supremă. Se spune că după ce a creat lumea, acest zeu nu mai este interesat de problemele umane și nu se mai amestecă în ele. Rareori este venerat acest zeu suprem, care este considerat mult prea îndepărtat de umanitate, în schimb, cultul și adorația se concentrează asupra unei serii de forțe spirituale, care acționează ca mediatori între umanitate și Ființa Supremă. Aceste spirite sunt de două feluri: spiritele naturii, care sunt considerate protectoare ale unor locuri din natură cum ar fi munți, păduri, deșerturi, ape etc, aceste spirite fiind uneori binevoitoare și alteori răuvoitoare, și mai suntspiritele umane, care sunt considerate sufletele decedaților ce protejează tribul de forțele răului.
În al doilea rând, niciuna dintre aceste religii nu are cărți sfinte, astfel învățăturiile religioase și tradițiile sunt răspândite pe cale orală de către preoții și bătrânii tribului.

## Cultul Strămoșilor
Cultul strămoșilor ocupă un loc central în activitatea religioasă a popoarelor africane. În ciuda faptului că fiecare trib , clan sau chiar familie are propriul ritual și propriile practici particulare, există o serie de caracteristici comune ale acestui cult.
Moartea nu transformă în mod normal o rudă în strămoș. Sunt necesare o serie de condiți și de ritualuri. În general, o persoană fără urmași nu poate ajunge să fie strămoș, de aceea este foarte important pentru oameni să aibă mulți copii, pentru ca aceștia să îi pomenească, iar răposații să devină astfel strămoși. Adeseori, un nou-născut primește numele unui strămoș, pentru ca acesta să ocrotească în continuare familia.
Dacă este tratat cu respectul cuvenit și dacă i se aduc frecvent ofrande, strămoșul , care trăiește de obicei alături de familia sa pentru a o proteja, poate aduce multe beneficii precum sănătate, viață lungă, recolte bogate, dar poate fi și extrem de nociv dacă este uitat sau dacă nu mai este venerat. Comunicarea cu strămoșii este posibilă prin intermediul viselor sau al profeților.

## Preoții și arta Profeției

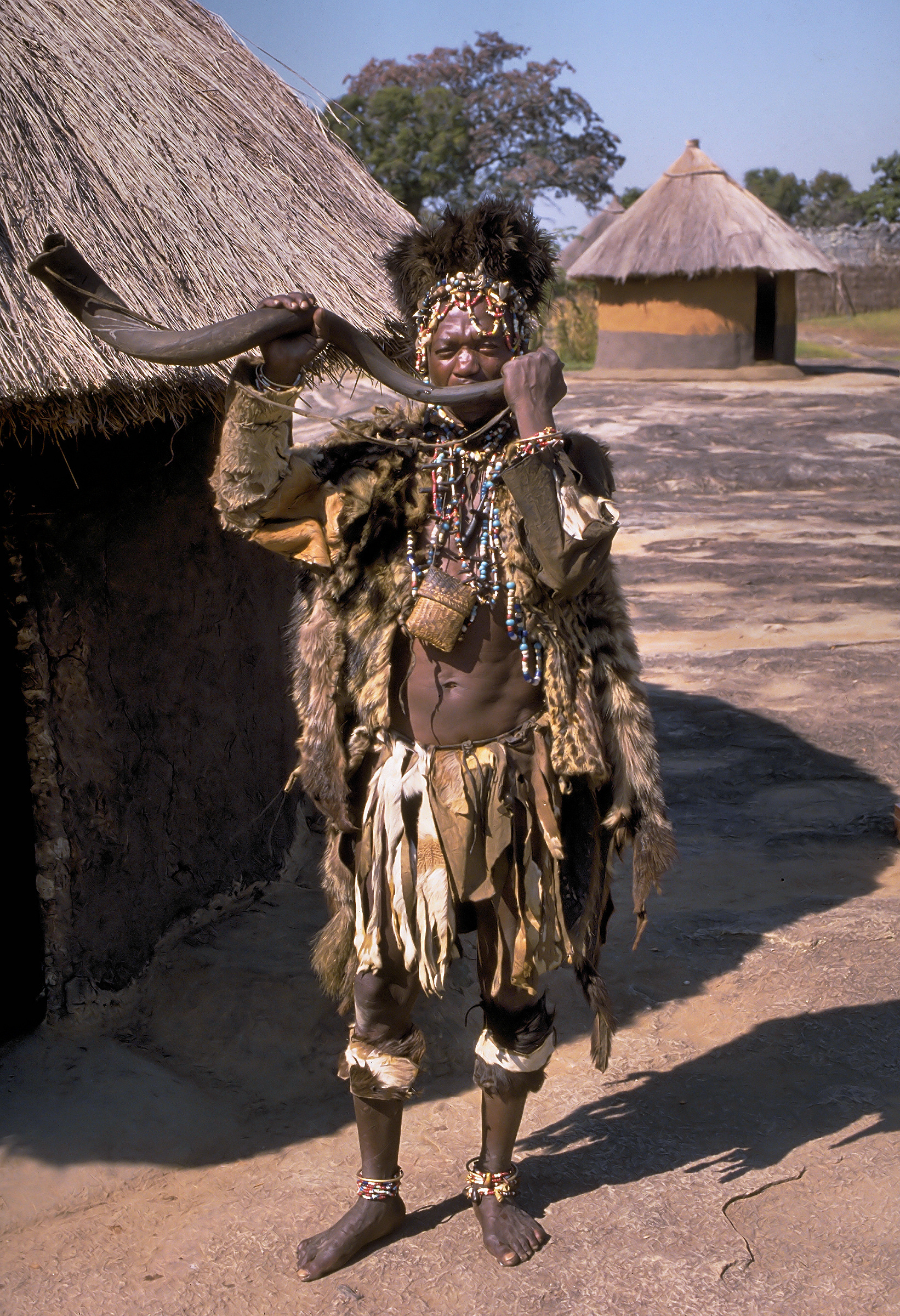
Un preot tradițional african.

În toate religiile tradiționale africane există persoane specializate în probleme religioase, fiind conducători spirituali ai comunități. La fel cum se întâmplă în creștinism și în islam, preoții sunt cei ce se ocupă cu oficierea ritualurilor și sunt cei ce conduc și îndeplinesc ceremoniile. Aceste persoane joacă un rol intermediar între lumea oamenilor și cea a strămoșilor. Deoarece se crede că recoltele sărace și bolile sunt provocate de forțe spirituale, nu este de mirare faptul că preoții, pe lângă meseria lor de intermediari între cele două lumi, sunt cei responsabili cu îndeplinirea unor funcții complementare, precum cele de medic, judecător sau prezicător. 
În numeroase societăți africane, ghicirea viitorului constituie nu numai un alt aspect cultural, ci și o componentă vitală a stabilității și supraviețuirii comunității. Practiciile de profeție se fac în următorul fel. Pe un covor sunt așezate la un capăt statuete antropomorfe, ce reprezintă spiritele, iar la celălalt capăt al covorului stau ghicitorul si clientul său . Ghicitorul aruncă pe covor oase și scoici formând cuvinte, ce sunt interpretate ca mesaje ale spiritelor ce transmit viitorul, că va avea mulți copii, va locui într-un trib bogat etc.

## Vrăjitoria

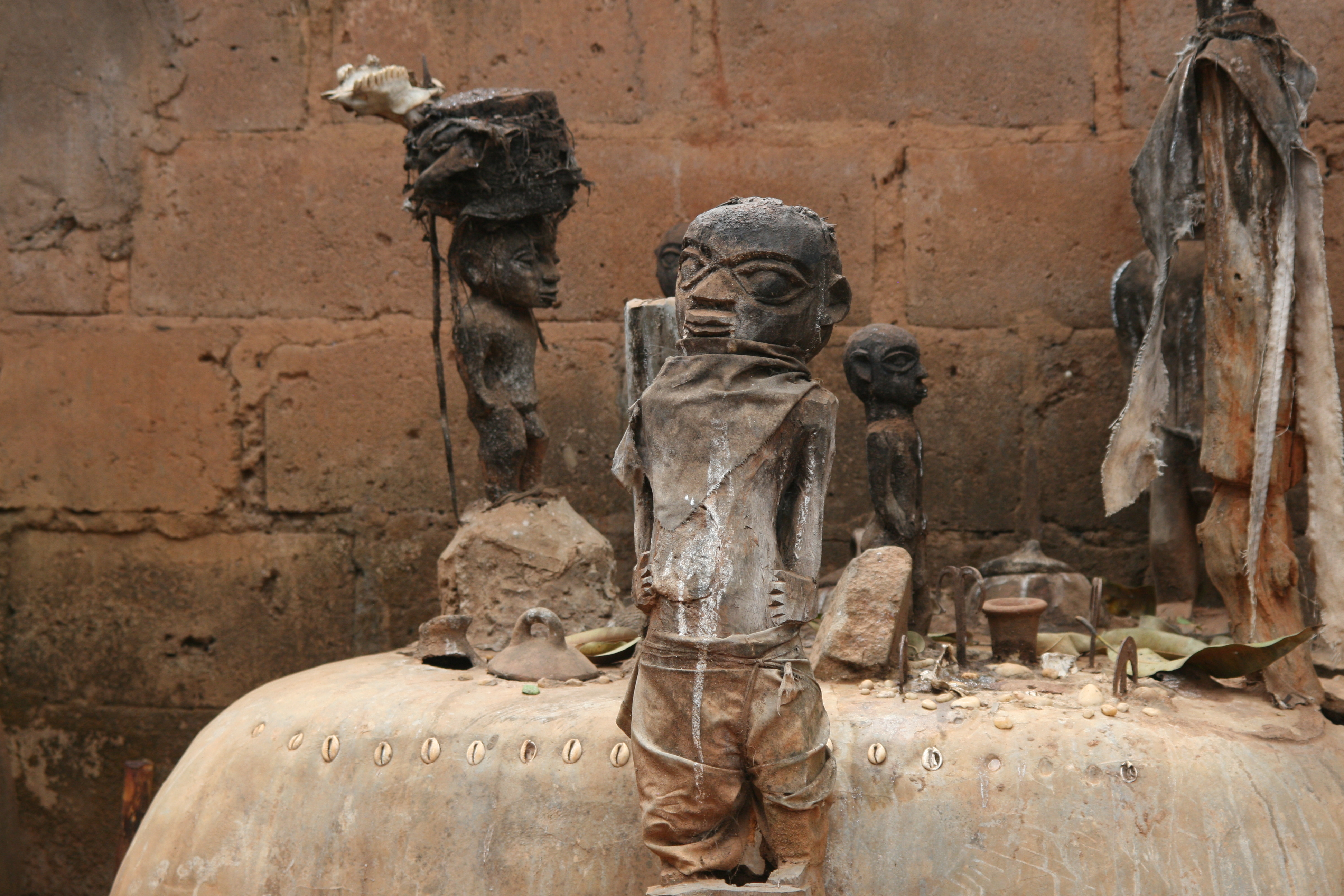
Un altar Vaudou.

O altă practică răspândită printre africani este vrăjitoria. Nu trebuie însă confundat un vrăjitor cu un magician , deoarece un vrăjitor se naște cu puteri supranaturale, în timp ce un magician le câștigă în urma unor studi profunde. De obicei, vrăjitoria este considerată o practică malefică, ce aduce boli și năpastă asupra triburilor, de aceea când vrăjitori sunt descoperiți sunt exilați. Cu toate acestea în religia Vaudou, vrăjitoria și magia neagră joacă un rol important, practicanții acestei religi folosindu-se de vili (păpuși Vaudou) pentru a face farmece persoanelor.

## Religii tradiționale africane
Africa de Nord
- religia tradițională berberă ;

Africa de Vest
- religia tradițională Akan ;
- religia tradițională Dahomey ;
- religia tradițională Efik ;
- religia tradițională Odinani ;
- religia tradițională Serer ;
- religia tradițională Yoruba ;

Africa Centrală
- religia tradițională Bushongo ;
- religia tradițională Mbuti ;
- religia tradițională Lugbara ;

Africa de Est
- religia tradițională Akamba ;
- religia tradițională Dinka;
- religia tradițională Lotuka ;
- religia tradițională Masai ;
- religia tradițională Malagasy ;

Africa de Sud
- religia tradițională Saan ;
- religia tradițională Lozi ;
- religia tradițională Tumbuka ;
- religia tradițională Zulu ;